# Léo Ansbacher
Pour les articles homonymes, voir Ansbacher.
Léo Yehuda Ansbacher (3 décembre 1907 à Francfort-sur-le-Main - 23 août 1998 à Tel-Aviv) est un rabbin d'origine allemande, déporté de Bruxelles, en Belgique vers la France,  prisonnier de guerre, d'abord au Camp de Saint-Cyprien (Pyrénées-Orientales) puis au camp de Gurs (Basses-Pyrénées), durant la Seconde Guerre mondiale, où en tant que rabbin, il anime la vie spirituelle.

## Éléments biographiques

### Allemagne
Léo Ansbacher est né le 3 décembre 1907 à Francfort-sur-le-Main, en Allemagne. il est le fils de Josef Ansbacher (1876–1951) et de Recha Ansbacher (née Rosenbaum, 1882–1956). Son grand-père et son arrière grand-père sont rabbins dans le village de Veitschöchheim près de Würzburg, en Bavière. .

### Belgique
En 1933, il s'installe à Bruxelles, en Belgique.

### Seconde Guerre mondiale: les Camps en France
Le 10 mai 1940, il est expulsé, avec plusieurs milliers d'autres Juifs, dont ses frères Simon Ansbacher et Max Ansbacher, par les autorités belges vers le Camp de Saint-Cyprien (Pyrénées-Orientales). Le 5 août 1940, il écrit une lettre, de Saint-Cyprien, à Herbert A. Lehman, Gouverneur de l'État de New York, exprimant le souhait de pouvoir immigrer aux États-Unis.
Léo Ansbacher est transféré du Camp de Saint-Cyprien vers le Camp de Gurs (Basses-Pyrénées) , fin 1940.
Il est le rabbin du Camp de Gurs, ,,,,.
Fin décembre 1940, Il est en contact avec le rabbin de Brive, David Feuerwerker, qui lui fait parvenir des colis de médicaments.

### Évasion vers l'Espagne
En 1942, il s'évade vers l'Espagne et se retrouve à Barcelone.

### Palestine Mandataire
Il immigre en 1944 en Palestine mandataire.
Il s'installe à Tel-Aviv en Israël où il devient le rabbin de la communauté Ihud Shivat Zion, jusqu'à la fin de sa vie.
Il meurt à Tel-Aviv le 23 août 1998, à l'âge de 90 ans.

### Meurtre de son arrière-petite-fille
Son arrière-petite-fille, Ori Ansbacher, âgée de 19 ans, fille du rabbin Gadi Ansbacher et de Naama Ansbacher, de Tekoa, est trouvée assassinée dans la forêt de Ein Yael, située entre le Zoo de Jérusalem et le village arabe de Walaja, le jeudi 7 février 2019. Le meurtrier, Arafat-al-Rifaiyeh, âgé de 29 ans, de Hébron, est arrêté, vendredi soir le 8 février 2019. Il avait quitté Hébron, le jeudi matin 7 février 2019, avec un couteau. Il va au village palestinien de Beit Jala et ensuite se dirige vers la forêt. Dans la forêt, il aperçoit Ori Ansbacher, l'attaque et l'assassine. Il est arrêté, près de Ramallah, il était en Israël, illégalement,,,,,,,,,.
Ori Ansbacher était une bénévole au centre des jeunes de de Ye'elim à Ein Yael, dans le cadre de son année de service national. Elle était allée dans la forêt après une dispute.
Elle est enterrée au cimetière de Tekoa, le vendredi après-midi 8 février 2019.

## La Haggadah de Gurs
Une édition spéciale manuscrite de la Haggadah est réalisée au camp de Gurs, pour la fête de Pessah en avril 1941,. Le rabbin Léo Ansbacher y est représenté lisant la Haggadah. Elle est produite, de mémoire, par un détenu, Aryeh Ludwig Zuckerman, qui plus tard réussit à s'évader pour entrer dans la Résistance contre les nazis,. Huit mille détenus signent en avril 1941 un document affirmant qu'ils sont d'accord pour renoncer à manger du pain pendant les huit jours de Pessah. Un détenu non-Juif, Frietz Schliefer, illustre la Haggadah. Pour cette activité, il est déporté ensuite au Camp de Drancy et à Auschwitz.
Yosef Hayim Yerushalmi, dans son ouvrage de 1975 sur la Haggadah et l'histoire inclut la Haggadah de Gurs.